# Roy McPipe
Roy McPipe (Hammond, 5 maggio 1950) è un ex cestista statunitense, professionista nella ABA.

## Carriera
Venne selezionato dai Los Angeles Lakers all'ottavo giro del Draft NBA 1973 (136ª scelta assoluta) e dai Washington Bullets al sesto giro del Draft NBA 1974 (102ª scelta assoluta).
Disputò 5 partite con gli Utah Stars nella stagione ABA 1974-75.